# 韩国签证政策

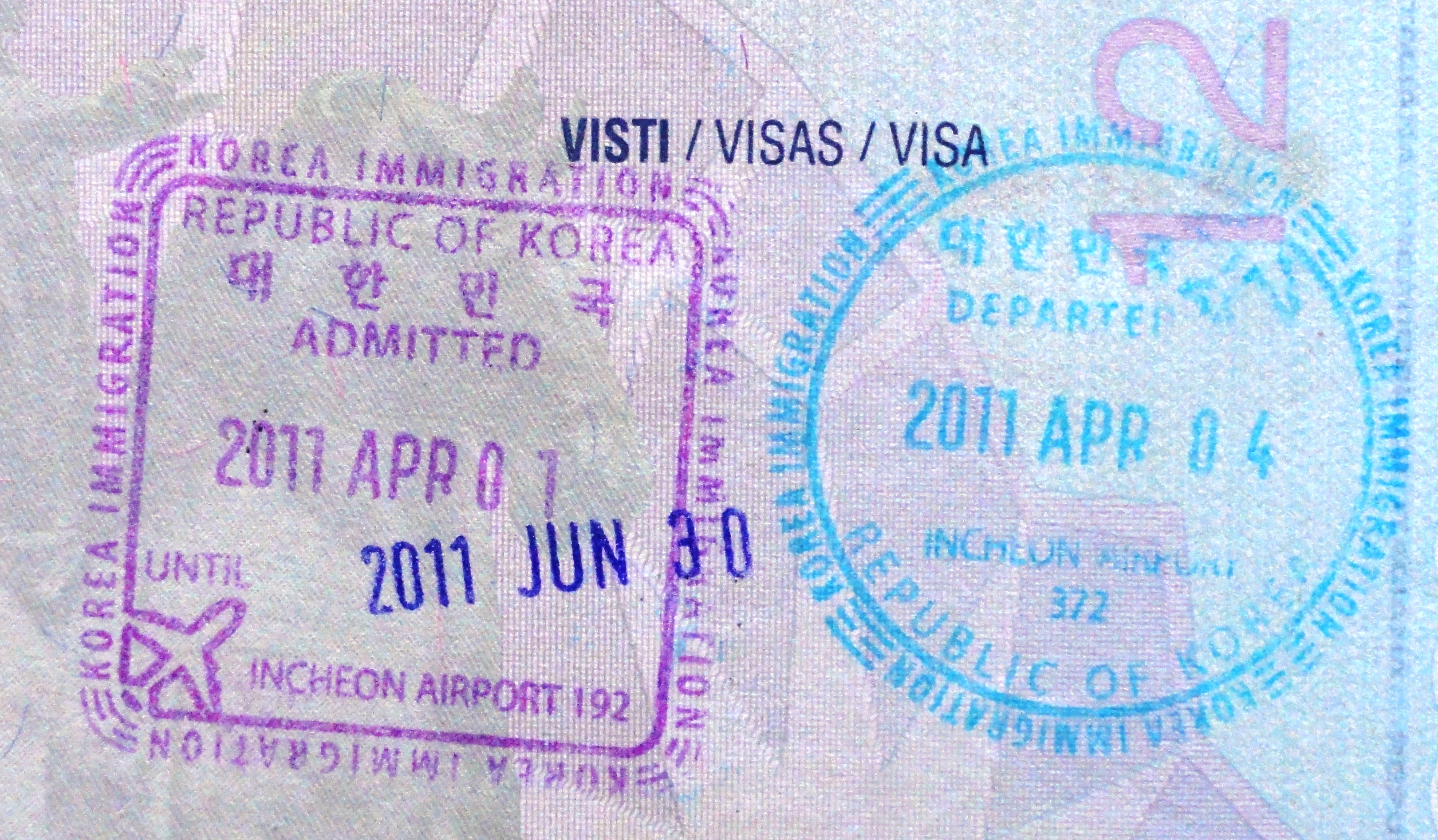
大韓民國入境章與出境章

大韩民国（韩国、南韩）政府允许特定的国家和地区的公民，前来韩国境内旅游或从事商业活动时不需要申请签证（免簽），僅需要出示護照方可入境。但某些国家和地区的公民仍然要出示韩国签证。其中北韓籍居民則例外，因為韓國不承認朝鲜護照，而不適用上述條款限制，一般來說與朝方的交流是由統一部來處理。

## 免簽證國家
自2021年9月1日起，所有持允许免签证入境韩国的外国（地区）普通护照的旅客需在前往韩国前申请电子旅行许可证（K-ETA）。
以下112個國家和地区的護照持有人可以免簽證逗留韓國：
| - 歐盟公民 （除塞浦路斯） \| - 安地卡及巴布達 - 巴哈马 - 巴西 - 智利 - 哥伦比亚 - 多米尼克 - 薩爾瓦多 - 格瑞那達 - 海地 - 香港 \| - 冰島 - 以色列 - 牙买加 - 日本 - 科威特 - 列支敦斯登 - 澳門 - 马来西亚 - 墨西哥 - 摩洛哥 - 新西兰 - 尼加拉瓜 - 挪威 - 巴拿马 - 秘魯 - 圣基茨和尼维斯 \| - 圣卢西亚 - 塞爾維亞 - 新加坡 - 苏里南 - 瑞士 - 臺灣 - 泰國 - 千里達及托巴哥 - 土耳其 - 阿联酋 - 英国 - 美国 - 乌拉圭 - 委內瑞拉 \| \| | | |  |
| - 安地卡及巴布達 - 巴哈马 - 巴西 - 智利 - 哥伦比亚 - 多米尼克 - 薩爾瓦多 - 格瑞那達 - 海地 - 香港 | - 冰島 - 以色列 - 牙买加 - 日本 - 科威特 - 列支敦斯登 - 澳門 - 马来西亚 - 墨西哥 - 摩洛哥 - 新西兰 - 尼加拉瓜 - 挪威 - 巴拿马 - 秘魯 - 圣基茨和尼维斯 | - 圣卢西亚 - 塞爾維亞 - 新加坡 - 苏里南 - 瑞士 - 臺灣 - 泰國 - 千里達及托巴哥 - 土耳其 - 阿联酋 - 英国 - 美国 - 乌拉圭 - 委內瑞拉 |  |

| - 安地卡及巴布達 - 巴哈马 - 巴西 - 智利 - 哥伦比亚 - 多米尼克 - 薩爾瓦多 - 格瑞那達 - 海地 - 香港 | - 冰島 - 以色列 - 牙买加 - 日本 - 科威特 - 列支敦斯登 - 澳門 - 马来西亚 - 墨西哥 - 摩洛哥 - 新西兰 - 尼加拉瓜 - 挪威 - 巴拿马 - 秘魯 - 圣基茨和尼维斯 | - 圣卢西亚 - 塞爾維亞 - 新加坡 - 苏里南 - 瑞士 - 臺灣 - 泰國 - 千里達及托巴哥 - 土耳其 - 阿联酋 - 英国 - 美国 - 乌拉圭 - 委內瑞拉 |  |

| - 阿尔巴尼亚 - 安道尔 - 阿根廷 - 巴林 - 賽普勒斯 - 斐济 - 關島 | - 基里巴斯 - 马绍尔群岛 - 模里西斯 - 密克羅尼西亞聯邦 - 摩納哥 - 蒙特內哥羅 - 瑙鲁 - 新喀里多尼亞 - 阿曼 - 帛琉 | - 巴拉圭 - 萨摩亚 - 圣马力诺 - 沙烏地阿拉伯 - 塞舌尔 - 所罗门群岛 - 南非 - 突尼西亞 - 梵蒂冈 |  |

## 非普通護照

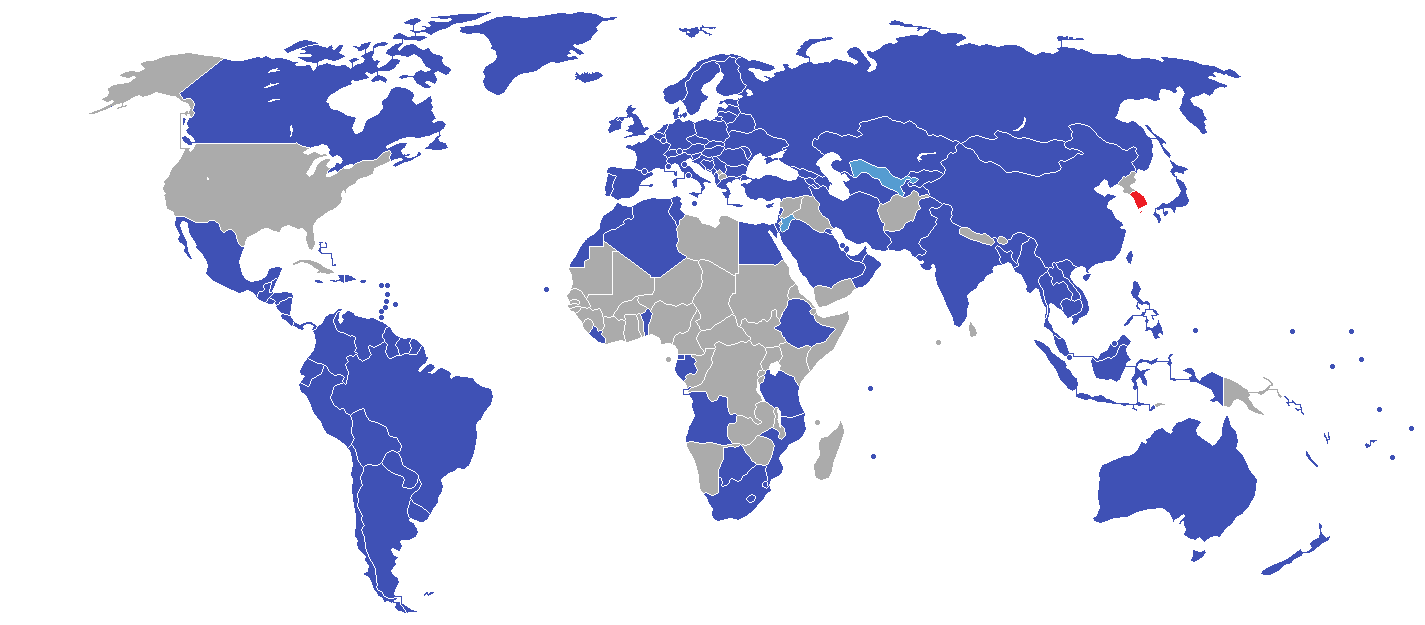
允许持非普通護照以免签形式入境韩国的国家和地区
韩国
持外交、官员、公务护照者无需签证
持外交护照者无需签证

以下國家的外交、官員和公務護照持有人在進入韓國時可以豁免簽證：
| - 阿尔及利亚 D O - 安哥拉 D O S - 亞美尼亞 D O - D O S - D O - 白俄羅斯 D O S - D O - D O - 玻利维亚 D O - D O - 柬埔寨 D O S - 中國 D S - 埃及 D O - 印度 D O - 印度尼西亞 D S - 伊朗 D O S - 约旦 D - 加彭 D O | - D O - D O - D O - 黎巴嫩 D O - 利比里亚 D O - 摩尔多瓦 D O S - 蒙古国 D O - 莫桑比克 D O - 緬甸 D O - 巴基斯坦 D O S - 菲律賓 D S - D O - D - 乌克兰 D O - D - D O - 越南 D O |  |

D: 外交護照

O: 官員護照

S: 公務護照
以下國家的外交、官員和公務護照持有人可獲得比普通護照更長的免簽證待遇：
| - 奥地利: 180日 - 阿根廷: 90日 - 賽普勒斯: 90日 - 埃及: 90日 - : 90日 - 巴拉圭: 90日 - 俄羅斯: 90日 |

此外，由 联合国所簽發的聯合國通行證可獲得30日免簽證待遇。

## 過境
通常，在仁川國際機場過境的旅客停留時間不超過24小時或在同一天從其他機場離境都不需要韓國簽證。
但是，以下國家/地區的公民必須持有韓國簽證才能過境：
| - 埃及 - 苏丹 - 叙利亚 - 葉門 |

韓國政府對以下過境旅客有特殊的免簽證政策。

### 過境旅遊計劃
通過仁川國際機場過境的旅客可以參加首爾內的過境旅行團，入境將收取10,000韓元或10美元的手續費。可以提前報名參加旅行團，也可以在旅客抵達後加入旅行團，最短的旅行團為1小時，而最長的則不超過5小時。
以下國家/地區的公民、無國籍人士和難民不符合此項服務的條件：
| - 阿富汗 - 喀麦隆 - 古巴 - 埃及 | - 伊朗 - 伊拉克 - 科索沃 - 緬甸 | - 尼泊尔 - 奈及利亞 - 北馬其頓 - 巴基斯坦 - 巴勒斯坦 - 塞内加尔 | - 斯里蘭卡 - 苏丹 - 叙利亚 - 葉門 |  |

### 30日免簽
經由韓國過境的非免簽證國民只要持有以下國家/地區簽發的簽證或居留許可，並且符合其中一項要求，就可以免簽證30天：
- 直接從以下國家出发抵达韓國並去往第三國，或者是從第三國抵达韓國後前往以下國家
- 從以下國家到達韓國，並在抵达韓國之前在第四國過境不到72小時，然後繼續前往第三國
- 從第三國到達以下國家後離開韓國，將在第四國過境少於72小時[3]

| - 1 - 加拿大 - 新西兰 - 美国 |

1 - 電子簽證或電子居留許可的持有人只有從澳大利亞離境時時才可以免簽證入境。
此政策不適用於以下國家的公民：
| - 阿富汗 - 喀麦隆 - 古巴 - 埃及 | - 伊朗 - 伊拉克 - 科索沃 - 緬甸 | - 尼泊尔 - 奈及利亞 - 北馬其頓 - 巴基斯坦 - 巴勒斯坦 - 塞内加尔 | - 斯里蘭卡 - 苏丹 - 叙利亚 - 葉門 |  |

## 濟州島

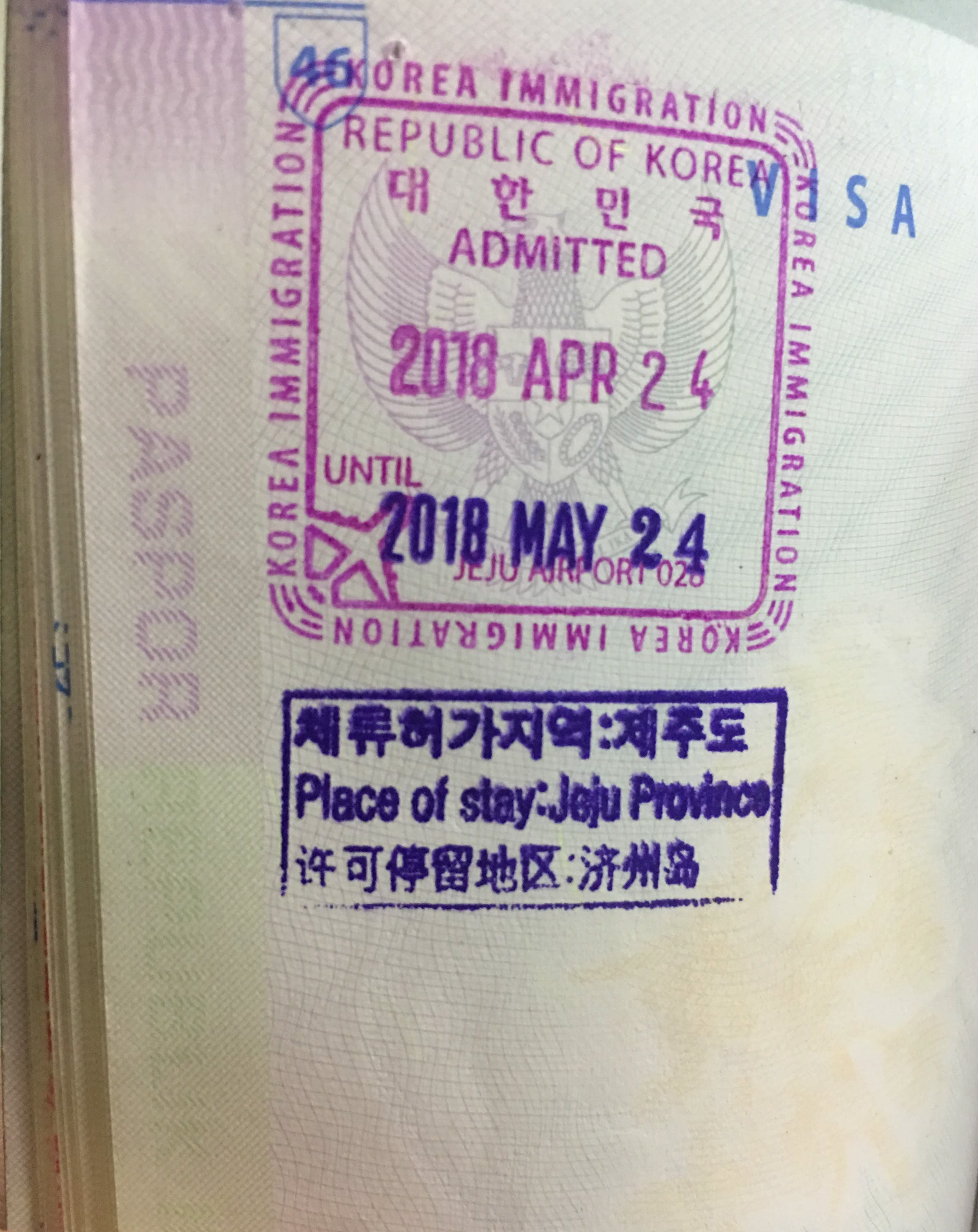
印尼護照上的濟州島入境章

持普通护照者，可在济州岛（济州特别自治道）停留30天，无需办理签证。
除了以下國家護照持有人外，所有普通護照持有人可以免簽證逗留济州特别自治道30日。
| - 阿富汗 - 喀麦隆 - 古巴 - 埃及 - 伊朗 - 伊拉克 - 科索沃 - 利比里亚 - 緬甸 | - 尼泊尔 - 奈及利亞 - 北馬其頓 - 巴基斯坦 - 巴勒斯坦 - 塞内加尔 - 斯里蘭卡 - 苏丹 - 叙利亚 - 葉門 |  |

若上述国家的公民自1996年起曾入境韩国超过3次或自2006年起持有澳大利亚、加拿大、新西兰、英国或美国的居留许可，亦可免签证逗留济州特别自治道30日。

## 团队免签证
从中国大陆、香港、澳门出发，并从下列机场入境且在规定的活动区域停留不超过5天前往济州特别自治道的中国团体游客（不少于3人），可免办签证在韩停留15天：
| 入境机场                   | 允许停留区域                                                     |
| -------------------------- | ---------------------------------------------------------------- |
| 仁川国际机场、金浦国际机场 | 首都圈地区（首尔特别市、仁川广域市、京畿道）、江原道             |
| 金海国际机场、大邱国际机场 | 釜山广域市、大邱广域市、蔚山广域市、庆尚北道、庆尚南道、首都圈   |
| 襄阳国际机场               | 江原道、首都圈                                                   |
| 清州国际机场               | 大田广域市、世宗特别自治市、忠清北道、忠清南道、首都圈、全罗北道 |
| 务安国际机场               | 光州广域市、全罗北道、全罗南道、首都圈                           |

此外，持日本团体签证自中国出发经韩国前往日本，或者自日本出发经韩国回国或前往第三国的中国团体游客（不少于3人），也可免办签证在韩停留15天。经韩国驻中国大陆使领馆领事确认，由中国中小学生组成的3人及以上研学旅行团（其中至少1名为领队，可以为带队教师、组织研学旅行的团体相关人员、组织研学旅行的指定旅行社工作人员），可免办签证在韩停留30天。
2024年12月26日，時任韓國代理總統韓德洙計劃開放持中國大陸護照的團體旅客，試行免簽證制度，以振興旅遊業。該計劃為2025年9月29日起至2026年6月30日期間實施的臨時性措施。

## 联合国通行证
持联合国通行证的人员可以以公务为目的入境韩国，停留期限为30天。

## 亞太經合組織商務旅遊證（APEC 卡）
持有亞太經合組織商務旅遊證（ABTC）的國民，在卡後若果有標注"KOR"代碼可以以商務名義免簽進入境韓國並逗留90日。
以下持有APEC商務旅遊證的下列國家或地区的居民可持證免簽入境:
| - 智利 - 中國 - 香港 - 印度尼西亞 - 日本 - 马来西亚 - 墨西哥 | - 新西兰 - 秘魯 - 菲律賓 - 俄羅斯 - 新加坡 - 臺灣 - 泰國 - 越南 |  |

持有该卡的人士可使用“APEC商務旅行卡特别通道”快速通关，目前提供该服务的机场仅包括仁川国际机场。

## 國籍評估
根據《國籍法》第20條，朝鮮人和庫頁島朝鮮族有資格評估韓國國籍。該評估根據《國籍法》來確定該人是否擁有南韓國籍。 
作為評估過程的一部分，申請人的個人背景，家庭關係，移民歷史和現有國籍（如果有的話）將由韓國司法部審查。成功的申請者將被允許獲得韓國國籍（如果是朝鮮人），或者恢復其韓國國籍（第一代庫頁島朝鮮族）。 第一代韓國人的後代可能通過明示入籍或恢復資格來擁有韓國國籍。
对于持有外籍护照的韩裔人士，则需要视情况申请签证。目前韩裔外籍公民可申请F4（在外同胞）签证：F4签证原仅限于签发持有发达国家护照的韩裔公民，但其于1999年被在韩中国朝鲜族提起违宪诉讼，2001年《在外同胞法》被法院裁定违宪。随后韩国政府放宽F4申请者资格至所有持有非韩国护照的韩裔公民。目前中国朝鲜族成为了F4签证的主要签发对象，72%的F4签证持有者为中国朝鲜族。

## 簽證
韩国签证的类型如下：

### A类
- A1（外交）
- A2（政府官员）
- A3（公约）

### B类
- B1（免签）
- B2（观光通过）

### C类
- C1（短期采访）
- C2（短期公务访问）
- C3（短期一般）
- C4（短期就业）

### D类
- D1（文化艺术）
- D2（留学）
- D3（工业研修）
- D4（一般研修）
- D5（采访）
- D6（宗教）
- D7（派驻）
- D8（企业投资）
- D9（贸易经营）
- D10（求职）

### E类
- E1（教授）
- E2（外文指导）
- E3（研究）
- E4（技术指导）
- E5（专门职业）
- E6（艺术演出）
- E7（特定活动）
- E8（就业培训）
- E9（非专业就业）
- E10（船员）

### F类
- F1（访问同居）
- F2（居住）
- F3（随同）
- F4（在外同胞）
- F5（永久居民）
- F6（婚姻移民）

### G类
- G1（杂项）

### H类
- H1（观光就业）
- H2（访问就业）

### M类
- M1（军事）

## 旅客數據
以下為訪問韓國次數最多的国家或地区：
| 國家/地區  | 2017         | 2016         | 2015         | 2014         | 2013         |
| ---------- | ------------ | ------------ | ------------ | ------------ | ------------ |
| 中国大陆   | ▼ 4,169,353  | ▲ 8,067,722  | ▼ 5,894,170  | ▲ 6,126,865  | ▲ 4,326,869  |
| 日本       | ▲ 2,311,447  | ▲ 2,297,893  | ▼ 1,837,782  | ▼ 2,280,434  | ▼ 2,747,750  |
| 臺灣       | ▲ 925,616    | ▲ 833,465    | ▼ 518,190    | ▲ 643,683    | ▼ 544,662    |
| 美国       | ▲ 868,881    | ▲ 866,186    | ▼ 767,613    | ▲ 770,305    | ▲ 722,315    |
| 香港       | ▲ 658,031    | ▲ 650,676    | ▼ 523,427    | ▲ 558,377    | ▲ 400,435    |
| 泰國       | ▲ 498,511    | ▲ 470,107    | ▼ 371,769    | ▲ 466,783    | ▼ 372,878    |
| 菲律賓     | ▼ 448,702    | ▲ 556,745    | ▼ 403,622    | ▲ 434,951    | ▲ 400,786    |
| 越南       | ▲ 324,740    | ▲ 251,402    | ▲ 162,765    | ▲ 141,504    | ▲ 117,070    |
| 马来西亚   | ▼ 307,641    | ▲ 311,254    | ▼ 223,350    | ▲ 244,520    | ▲ 207,727    |
| 俄羅斯     | ▲ 270,427    | ▲ 233,973    | ▼ 188,106    | ▲ 214,366    | ▲ 175,360    |
| 印度尼西亞 | ▼ 230,837    | ▲ 295,461    | ▼ 193,590    | ▲ 208,329    | ▲ 189,189    |
| 總計       | ▼ 13,335,758 | ▲ 17,241,823 | ▼ 13,231,651 | ▲ 14,201,516 | ▲ 12,175,550 |